# Рабіа (нохія)
Рабіа (араб. ناحية ربيعة‎‎) — нохія у Сирії, що входить до складу району Латакія провінції Латакія. Адміністративний центр — м. Рабіа.
| Сирія | Це незавершена стаття з географії Сирії. Ви можете допомогти проєкту, виправивши або дописавши її. |